# Nicolas Tourte
Nicolas Tourte (* 18. August 1979 in Chambéry) ist ein ehemaliger französischer Tennisspieler.

## Karriere
Tourte spielte bis 1997 auf der ITF Junior Tour. Bei den French Open 1997, seinem einzigen Grand-Slam-Turnier erreichte er die zweite Runde. In der Junioren-Rangliste erreichte er mit Platz 138 seine höchste Notierung im Doppel; im Einzel blieb er ohne Platzierung.
Bei den Profis spielte Tourte ab 2001 regelmäßig Turniere. Im Doppel schaffte er es in diesem Jahr das erste Mal in die Top 1000 der Weltrangliste, nachdem er auf der drittklassigen ITF Future Tour, wo er am Anfang fast ausschließlich spielte, den ersten Titel gewann. 2002 folgte der zweite Titel und eine Verbesserung im Doppel auf Rang 597. In beiden Wertungen erfuhr er dann 2003 große Verbesserungen. Während im Doppel vier weitere Future-Titel hinzu kamen und Tourte beim Turnier der ATP Challenger Tour in Grenoble das erste Mal ein Halbfinale erreichte, zog er im Einzel das erste Mal in ein Future-Finale ein und besiegte in Grenoble mit Jean-René Lisnard, der Nummer 96 der Welt, erstmals einen Top-100-Spieler. Dadurch schloss er das Jahr unter den Top 500 im Einzel und Top 300 im Doppel ab.
In den folgenden zwei Jahren blieb das Ranking von Tourte relativ unverändert. Im Einzel gewann er 2004 und 2005 je einen Future-Titel, im Doppel erhöhte er seine Titelanzahl auf zehn. Mit Grégory Carraz zog er zudem in das Doppelfinale des Challengers in Grenoble ein.
Die Jahre 2006 und 2007 wurden die erfolgreichsten in Tourtes Karriere. Im Einzel holte er zwei, im Doppel acht weiter Future-Titel, womit er viel häufiger bei Turnieren der Challenger Tour ins Hauptfeld kam. Dort schaffte er im Einzel in Fargʻona und Buxoro erstmals den Einzug ins Viertelfinale. In Grenoble schaffte er abermals seine beste Leistung abzurufen und zog dort das einzige Mal in seiner Karriere ins Endspiel ein, das er gegen Michaël Llodra verlor. Im Halbfinale hatte er mit Gilles Müller zum zweiten Mal einen Spieler der Top 100 geschlagen. 2007 nahm Tourte bei allen vier Grand-Slam-Turnieren an der Qualifikation teil. Einzig bei den Australian Open zog er in die letzte Runde ein, sonst schied er zum Auftakt aus. Im Doppel zog Tourte mit verschiedenen Partnern in fünf Challenger-Finals ein. Die Endspiele in Grenoble und Belo Horizonte verlor er, während er in Buxoro, Nottingham und Wrexham gewann. In der Weltrangliste stieg er in beiden Wertungen Mitte 2007 auf sein Karrierehoch. Im Einzel mit Rang 215, im Doppel auf Platz 103.
Im Einzel konnte Tourte nach ab 2008 kaum noch Siege verbuchen und fiel 2008 bereits aus den Top 1000. Im Doppel war sein Erfolg etwas nachhaltiger. In Tunis, Prostějov und Champaign kam er zu drei weiteren Finaleinzügen auf der Challenger Tour, blieb aber ohne weiteren Titel. Drei weitere Future-Titel kamen allerdings noch hinzu. Dank einer Wildcard kam Tourte 2007 zu seinem einzigen Grand-Slam-Turnier bei den French Open, wo er mit Thomas Oger die erste Runde überstand und in der zweiten Runde Mark Knowles und Daniel Nestor unterlag. Die einzigen weiteren Turniere auf diesem Niveau im Jahr 2008 verlor Tourte in Båstad und Amersfoort zum Auftakt. Das Jahr 2008 beendete Tourte noch auf Rang 153, bevor er 2009 aus den Top 400 fiel.
2009 beendete Tourte seine Karriere. Danach trat er noch vereinzelt bei Futures in Erscheinung, zuletzt  ab 2022 wieder. 2023 gewann er seinen 23. und letzten Future-Titel. Zudem war er auf der ITF Senior Tour aktiv, wo er 2022 die Nummer 1 in der Altersgruppe der U45 im Einzel wurde. Er arbeitet auch als Trainer für Nachwuchsspieler.

## Erfolge
| Legende (Anzahl der Siege) |
| Grand Slam                 |
| ATP Finals                 |
| ATP Tour Masters 1000      |
| ATP Tour 500               |
| ATP Tour 250               |
| ATP Challenger Tour (3)    |

### Doppel

#### Turniersiege
| Nr. | Datum            | Turnier    | Belag         | Partner          | Finalgegner                        | Ergebnis           |
| --- | ---------------- | ---------- | ------------- | ---------------- | ---------------------------------- | ------------------ |
| 1.  | 27. August 2006  | Buxoro     | Hartplatz     | Nicolas Renavand | Rohan Bopanna Aisam-ul-Haq Qureshi | 2:6, 6:3, [10:8]   |
| 2.  | 29. Oktober 2006 | Nottingham | Hartplatz (i) | Filip Prpic      | Jamie Delgado Jamie Murray         | 6:4, 4:6, [10:7]   |
| 2.  | 28. Januar 2007  | Wrexham    | Hartplatz (i) | Thomas Oger      | Richard Bloomfield Robin Haase     | 6:74, 7:5, [12:10] |